# Hyatt Hotels
Pour les articles homonymes, voir Hyatt.
 (décembre 2021).
Hyatt Hotels Corporation est une chaîne internationale d'hôtels fondée en 1957 par Jay Pritzker, qui exploite des établissements dans de nombreux pays à travers le monde. Son siège est situé dans un gratte-ciel moderne à Chicago, Illinois, États-Unis.

## Histoire

### Effondrement des passerelles du Hyatt Regency
Le 17 juillet 1981, à l'hôtel Hyatt Regency de Kansas City (État du Missouri), deux passerelles, l'une surplombant l'autre, s'effondrent dans le hall où est organisé un festival de danse. L'accident, qui cause 114 morts et 216 blessés, est le plus grave effondrement structurel dans l'histoire des États-Unis jusqu'aux attentats du World Trade Center en 2001.

## Actionnaires
| Nom                               | Part  |
| KLP Enterprises                   | 22,5% |
| Bamco                             | 11,9% |
| Select Equity                     | 10,1% |
| Senator Investment                | 9,11% |
| The Vanguard Group                | 9,06% |
| Pershing Square Capital           | 7,24% |
| Wellington Management             | 6,75% |
| Long Pond Capital                 | 6,51% |
| Principal Global Investors        | 6,12% |
| Capital Research & Management Co. | 4,55% |

## Marques
En mars 2010, le réseau se compose d'hôtels dans 45 pays, et 38 établissements supplémentaires sont en cours de construction. Ils travaillent sous les marques:
- Hyatt ;
- Park Hyatt ;
- Unbound Collection by Hyatt ;
- Grand Hyatt ;
- Hyatt Regency ;
- Andaz ;
- Hyatt Centric ;
- Hyatt Place ;
- Hyatt House ;
- Hyatt Ziva ;
- Hyatt Zilara ;
- Hyatt Residence Club

## Principaux établissements

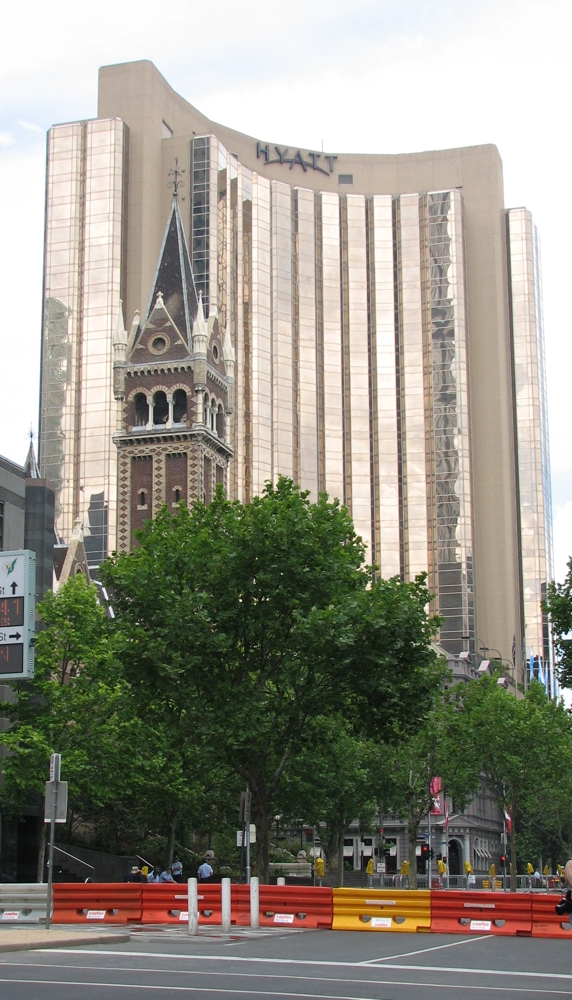
Grand Hyatt Hotel à Melbourne

Parmi les hôtels les plus importants de la chaine :
- Hyatt Regency San Francisco, 1973
- Hyatt Regency Waikiki, 1976
- Grand Hyatt Hotel, 1986
- Hyatt Regency Orlando, 1986
- Grand Hyatt Jakarta, 1991
- Manchester Grand Hyatt Hotel, 1992

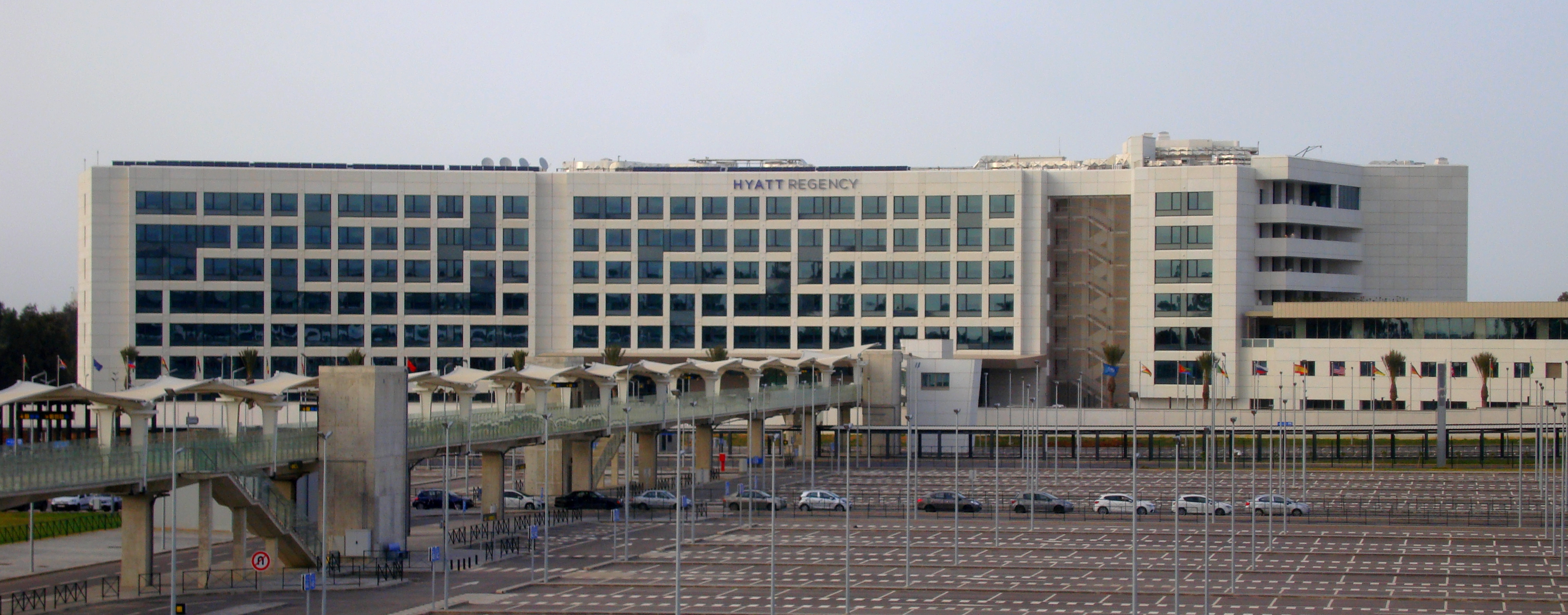
Hôtel Hyatt Regency à l'Aéroport d'Alger - Houari-Boumédiène

- Hyatt Regency Osaka, 1994
- Hyatt on the Bund, 2007

### Établissements en France
En France, la chaîne possède dix établissements, la plupart situés à Paris et en banlieue  :
- le Park Hyatt Paris Vendôme, Paris, hôtel 5 étoiles depuis le 11 juin 2009.
- le Hyatt Paris Madeleine, Paris, hôtel 5 étoiles depuis le 1er juillet 2009.
- le Hyatt Regency Paris-Charles de Gaulle, hôtel 4 étoiles situé à proximité de l'Aéroport Paris-Charles-de-Gaulle.
- le Hyatt Regency Paris-Étoile, Paris 17e, hôtel 4 étoiles situé Porte Maillot (Ex Hôtel Concorde La Fayette jusqu'au 23 avril 2013).
- le Martinez, Cannes, hôtel 5 étoiles.
- l'Hôtel du Louvre, Paris, hôtel 5 étoiles
- le Hyatt Regency Nice Palais de la Méditerranée, Nice, hôtel 5 étoiles
- l'Hôtel du Palais, Biarritz
- le First Name Bordeaux, Bordeaux, hôtel 4 étoiles
- le Hyatt Place Rouen, hôtel 4 étoiles situé à Rouen depuis août 2024[4],[5].

De tous ces hôtels, seuls le Park Hyatt Vendôme et l'Hôtel du Palais sont classés sous la prestigieuse appellation Palace.